# Anaheim Royal Mobile Home Park
Anaheim Royal Mobile Home Park es un área no incorporada ubicada en el condado de Orange en el estado estadounidense de California.

## Geografía
Anaheim Royal Mobile Home Park se encuentra ubicada en las coordenadas 33°51′12″N 117°53′13″O / 33.85333, -117.88694.